# Оромаксиларна фистула
Оромаксиларна фистула представља отвор преко кога долази до комуникације усне дупље са виличним (максиларним) синусом, тако да је отворен пут за ширење инфекције из усне дупље према слузници синуса и последичну појаву упале синуса.

## Узрок настанка
Оромаксиларне фистуле настају приликом вађења бочних зуба горње вилице. Ово се нарочито догађа приликом грубље интервенције, а поготово када је костна преграда између корена зуба и синуса толико танка да је немогуће извршити вађење зуба а да не дође до утиснућа корена у отвор синуса и појаве дефекта. Фистулу може да узрокује и повреда тврдог непца шиљатим предметима. Приликом прострелних повреда лица и горње вилице може доћи до комуникације са усном дупљом. Некада после операције максиларног синуса, ако не зарасте операциона рана у предворју усне дупље, може остати трајни отвор. Такође, код остеомијелитиса горње вилице или малигних тумора долази до комуникације са усном дупљом.

## Клиничка слика
Присуство оромаксиларне фистуле праћено је једностраном упалом виличног синуса, а најчшће је присутна гнојна секреција кроз отвор фистуле. При интензивном чишћењу носа болесник се жали на бол у пределу фистуле и пролаз ваздуха у усну дупљу.

## Дијагноза и лечење
Дијагноза се поставља на основу анамнезе, клиничке слике, прегледа и рендгенских снимака.
Лечење је хируршко када је фистула последица вађења зуба, повреда или после операција на синусима. Фистула се затвара пластичним режњевима слузнице из њене околине, уз истовремену операцију синуса како би се омогућила дренажа оболелог синуса. Уколико је фистула последица остеомијелитиса или присуства малигног тумора, онда се лечи основно обољење.